# شركة ناشونال سيتي
كانت ناشونال سيتي كوربوريشن (بالإنجليزية: National City Corporation)‏ شركة مصرفية قابضة مقرها في كليفلاند، أوهايو، الولايات المتحدة، تأسست عام 1845. كانت الشركة في فترات واحدة من أكبر عشرة بنوك في أمريكا من حيث الودائع والرهون العقارية، و يُنسب إلى إحدى شركاتها التابعة القيام بأول قرض عقاري في أمريكا. عملت ناشونال سيتي من خلال شبكة مصرفية واسعة بشكل أساسي في أوهايو وإلينوي وإنديانا وكنتاكي وميشيغان وميسوري وبنسلفانيا وفلوريدا وويسكونسن، كما خدمت العملاء في مناطق أخرى بالولايات المتحدة. وشملت أعمالها الأساسية الأعمال المصرفية التجارية والتجزئة، وتمويل الرهن العقاري والخدمات، وتمويل المستهل، وإدارة الأصول. وصل البنك إلى العملاء بشكل أساسي من خلال الإعلانات وقدّم خدمات مصرفية شاملة عبر الإنترنت. في السنوات الأخيرة، اشتهرت الشركة في وسائل الإعلام بالاختصار نات سيتي (NatCity)، مع ذراعها المصرفي الاستثماري الذي يحمل الاسم نات سيتي للاستثمار (NatCity Investments).
في عام 2007، احتلت ناشونال سيتي المرتبة 188 في قائمة فورتشن 500، والمرتبة 9 من حيث الإيرادات في مجال الخدمات المصرفية التجارية بالولايات المتحدة بإجمالي أصول بلغ حوالي 140 مليار دولار.
أعلنت بي إن سي للخدمات المالية في 24 أكتوبر 2008، عن استحواذها على ناشونال سيتي مقابل 5.2 مليار دولار من الأسهم بتمويل من وزارة الخزانة الأمريكية. في وقت الاستحواذ، كانت ناشونال سيتي سابع أكبر بنك في الولايات المتحدة، تم الانتهاء من الصفقة في 31 ديسمبر 2008، وأُلغي اسم ناشيونال سيتي في 14 يونيو 2010.